# Лінн Вільямс (яхтсмен)
Лінн Вільямс (англ. Lynn Williams; нар. 1939) — американський яхтсмен.
Срібний призер Олімпійських Ігор 1964 року в класі Зоряний.
Син олімпійського чемпіона з вітрильного спорту 1956 року в класі Зоряний Герберта Вільямса.